# Vseslovenska ljudska stranka
Die Vseslovenska ljudska stranka (VSLS, Allslowenische Volkspartei) war eine 1909 gegründete, slowenische Partei in Österreich-Ungarn.

## Geschichte
Nach der 1908 beschlossenen Wahlrechtsreform des Krainer Landtags endete die bisherige slowenisch-deutsche liberale Koalition im Kronland Krain und die Slovenska ljudkska stranka (SLS, Slowenische Volkspartei) konnte im Landtag die absolute Mehrheit erobern. In der Folge ergriffen die Krainer slowenischen katholischen Führer die Initiative zur Vereinigung der bisher selbständigen slowenischen Parteien in den Kronländern. 1909 gelang es ihnen bei einer großen Versammlung in Laibach die VSLS zu gründen, in der sich die SLS mit der Slovenska ljudska stranka za Goriško (Slowenische Volkspartei für das Land Görz), der Slovenska kmečka zveza za Štajersko (Slowenischer Bauernbund für die Steiermark) und der Katoliško-politično in gospodarsko društvo za Slovence na Koroškem (Katholisch-politischer Verein für Slowenen in Kärnten) vereinigte. Die Vertreter der VSLS sahen in der Gründung der Partei einen ersten Schritt zu einem Vereinigten Slowenien, wobei die Krainer katholischen Führer die Parteispitze dominierten. Die VSLS umfasste dabei neben einem konservativen Flügel um die Reichsratsabgeordneten Ivan Šusteršič und Anton Korošec auch einen demokratisch-christlichsozialen Flügel. Nach den Parteien vereinigten sich im Herbst 1909 auch die katholischen Arbeiter-Fachorganisationen der Kronländer zum „Jugoslovanska strokovna zveza“ (JSZ, Südslawischen Fachverband). Zudem setzte die VSLS auf die Ausweitung der Vereinstätigkeit im Bereich der Bildungs-, Lehrer- und Studentenvereine sowie der Kredit- und Bauerngenossenschaften. 
Die VSLS verfolgte eine südslawische, trialistische Ausrichtung und setzte ursprünglich auch auf eine Ausdehnung ihres Einflusses auf das gesamte südslawische Siedlungsgebiet in der Habsburgermonarchie, so auch auf Bosnien und Herzegowina. Tatsächlich blieb ihre Verbreitung auf den slowenischen Teil Cisleithaniens beschränkt. 1912 kam es analog zum 1911 gegründeten Hrvatsko-slovenski Klub (Kroatisch-Slowenischer Klub) bzw. zur südslawisch und trialistisch orientierten Politik der VSLS zur Vereinigung mit der Stranka prava (Partei des Rechts) zur Hrvatska-slovenska stranka prava (Kroatisch-slowenische Partei des Rechts). Dieser feierlich verkündete Zusammenschluss wurde jedoch nie wirklich mit Leben gefüllt.